# Lesná u Znojma

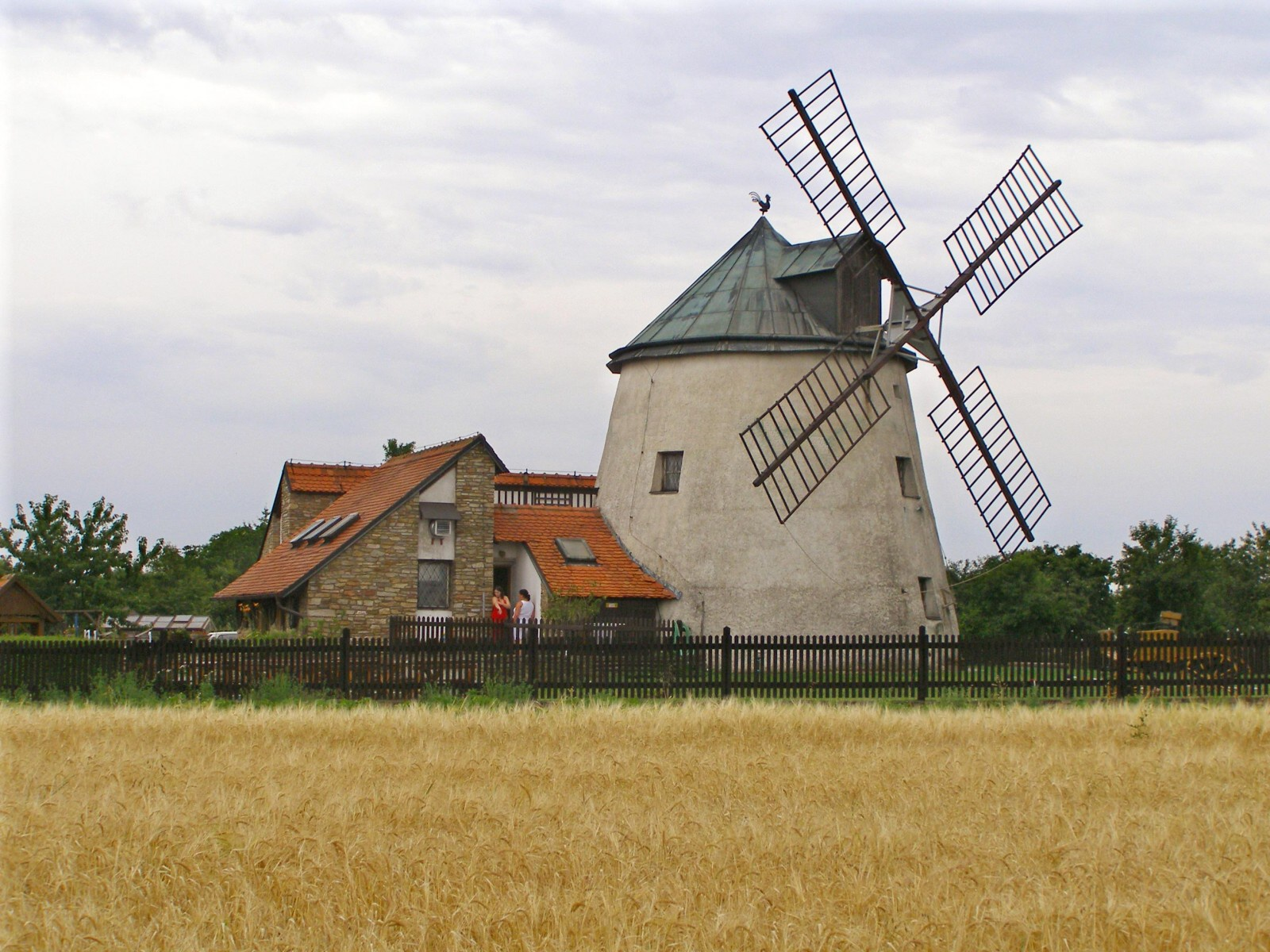
Die Windmühle ist das Wahrzeichen von Liliendorf (Lesná)

Lesná (deutsch Liliendorf) ist eine tschechische Gemeinde mit 279 Einwohnern (1. Januar 2004) im Okres Znojmo (Bezirk Znaim) in Südmähren westlich von Znaim.

## Geographie
Lesná befindet sich in der Jevišovická pahorkatina. Nördlich des Dorfes entspringt der Plenkovický potok.
Nachbarorte von Lesná sind Vracovice (Edenthurn), Šumná (Schönwald), Onšov (Windschau), Vranov nad Dyjí (Frain) und Horní Břečkov (Oberfröschau).
Lesná ist in 463 m ü. M. an der Straße zwischen Znojmo  im Osten und Vranov nad Dyjí (Frain) im Westen gelegen. Der Ort selbst ist als Längsangerdorf angelegt.

## Geschichte
Das Dorf wurde am 5. Juli 1794 im Gebiet der Herrschaft Frain an der Thaya gegründet. Die Siedler für den neuen Ort wurden angeworben. Die Anlage des Ortes und die bis 1945 gesprochene bairisch-österreichische „ui“- Mundart (Dialekt) mit ihren speziellen Bairischen Kennwörtern weisen darauf hin, dass die Siedler aus dem österreichischen bzw. süddeutschen Raum stammten. Der Name Liliendorf leitet sich vom Gründer, Ritter von Lilienborn, ab. Um die verschuldete Herrschaft zu sanieren, verkaufte dieser kahlgeschlagene Waldflächen an neue Siedler und befreite diese ebenfalls von der Robotverpflichtung. Dadurch erhielt Liliendorf einen ungeahnten Aufschwung und wurde bald zur selbstständigen Gemeinde. Die Grundstücke, die zum Verkauf standen, waren alle gleich groß, nur für das Wirtshaus wurde die doppelte Fläche veranschlagt. Die Matriken des Ortes wurden bei Oberfröschau mitgeführt.
Im Jahr 1799 wurde am östlichen Ortsende der Friedhof angelegt und ein Jahr später (1800) vom Pfarrer Engelbert Mather aus Oberfröschau (Horní Břečkov) geweiht. In den Jahren zwischen der Anlage des Friedhofs und dem Beginn des Kapellenbaues wurde der Ort in den Jahren 1805 und 1809 von französischen Truppen geplündert. 1815 wurde der Friedhof erweitert und ummauert. Am 16. August 1850 wurde der erste Gemeinderat mit Bürgermeister gewählt und am 9. Juni 1851 der Grundstein für die Schule samt Lehrerwohnung gelegt. Fertig wurde das Gebäude im November des gleichen Jahres.
1862 ging das Wahrzeichen von Liliendorf, die Windmühle am östlichen Ortsanfang, in Betrieb. Sie wurde unter der Anleitung des Maurers Franz Czerny aus Liliendorf erbaut, der sein Wissen von der Mitarbeit an der Windmühle von Retz in Niederösterreich weitergab. Erster Müller war Johann Bergmann, der Sohn des Retzer Windmüllers. Er heiratete später die Tochter von Franz Czerny. Im Mai 1864 fand die erste Kommissionierung für den Bau der Kapelle am westlichen Ortsende statt. Am 17. April 1866 wurde der Bauplatz für die Kapelle eingeebnet, am 22. April fand die Grundsteinlegung statt und am nächsten Tag begannen die Bauarbeiten. Während des Deutsch-Österreichischen Krieges wurden 30 Laib Brot am 14. Juli 1866 von preußischen Soldaten requiriert. Einen Tag später kam ein preußisches Infanterieregiment in den Ort und am 6. August wurden 1160 Mann Infanterie und Kavallerie bis zum 5. September einquartiert. Die am 2. September 1867 fertiggestellte Kapelle wurde der Heiligen Theresia geweiht. Am 16. Juli 1890 wurde das Postamt eingerichtet. 1898 wurde auf Kosten des 1895 gegründeten Verschönerungsvereins die erste Straßenbeleuchtung errichtet und auf Kosten der Gemeinde eine Uhr in den Turm der Kapelle eingebaut.
1904 wurde die Freiwillige Feuerwehr von Liliendorf gegründet. Das Jahr 1907 brachte durch Aufkommen von Dampfmühlen das Ende der Windmühle. Heinrich Bergmann, der jüngste Sohn des Müllers, machte aus der Mühle eine Wagnerwerkstätte, die bis etwa 1930 bestand. 1989 wurde aus dem Bauwerk ein Restaurant mit Aussicht auf das Kernkraftwerk Dukovany. Im Jahre 1913 wurde ein Quellenbad mit Bassin und Badehaus im Ort errichtet, das 1939 geschlossen wurde.
Der größte Teil der Liliendorfer lebte von der Vieh- und Landwirtschaft, wobei der sonst in Südmähren wichtige Weinbau aufgrund des Klimas und der Bodenbeschaffenheit nie eine Rolle gespielt hatte. Weiters gab es neben dem üblichen Kleingewerbe ein Sägewerk und zwei Kohlenhändler.
Nach dem Zerfall Österreich-Ungarns wurde Mähren Bestandteil der neu gegründeten Tschechoslowakei. Damit fiel auch die südmährische Ortschaft Liliendorf, deren Bewohner deren Bewohner 1910 zu 99 % Deutschsüdmährer waren, an den neuen Staat. Die Elektrifizierung des Ortes erfolgte im Jahre 1931, wobei die Schule erst ein Jahr später an das Stromnetz angeschlossen wurde. Auch wurde der Ort ein beliebter Ferienort für Bewohner von Prag, Brünn, Znaim und Wien. Im Rahmen von Regierungsmaßnahmen wurde eine tschechische Minderheitenschule im Ort errichtet. Aufgrund der wenigen tschechischen Kinder im Ort wurden hier auch Kinder aus Břeclav eingeschult. Maßnahmen wie die Bodenreform und die Sprachenverordnung, durch die sich Tschechen in den deutschen Gemeinden ansiedeln sollten, verschärften die nationalen Spannungen. Das Deutsche Reich zwang im Münchner Abkommen mit den Westmächten die tschechische Regierung zur Abtretung der deutschsprachigen Randgebiete. Somit wurde Liliendorf mit 1. Oktober 1938 ein Teil des deutschen Reichsgaus Niederdonau.

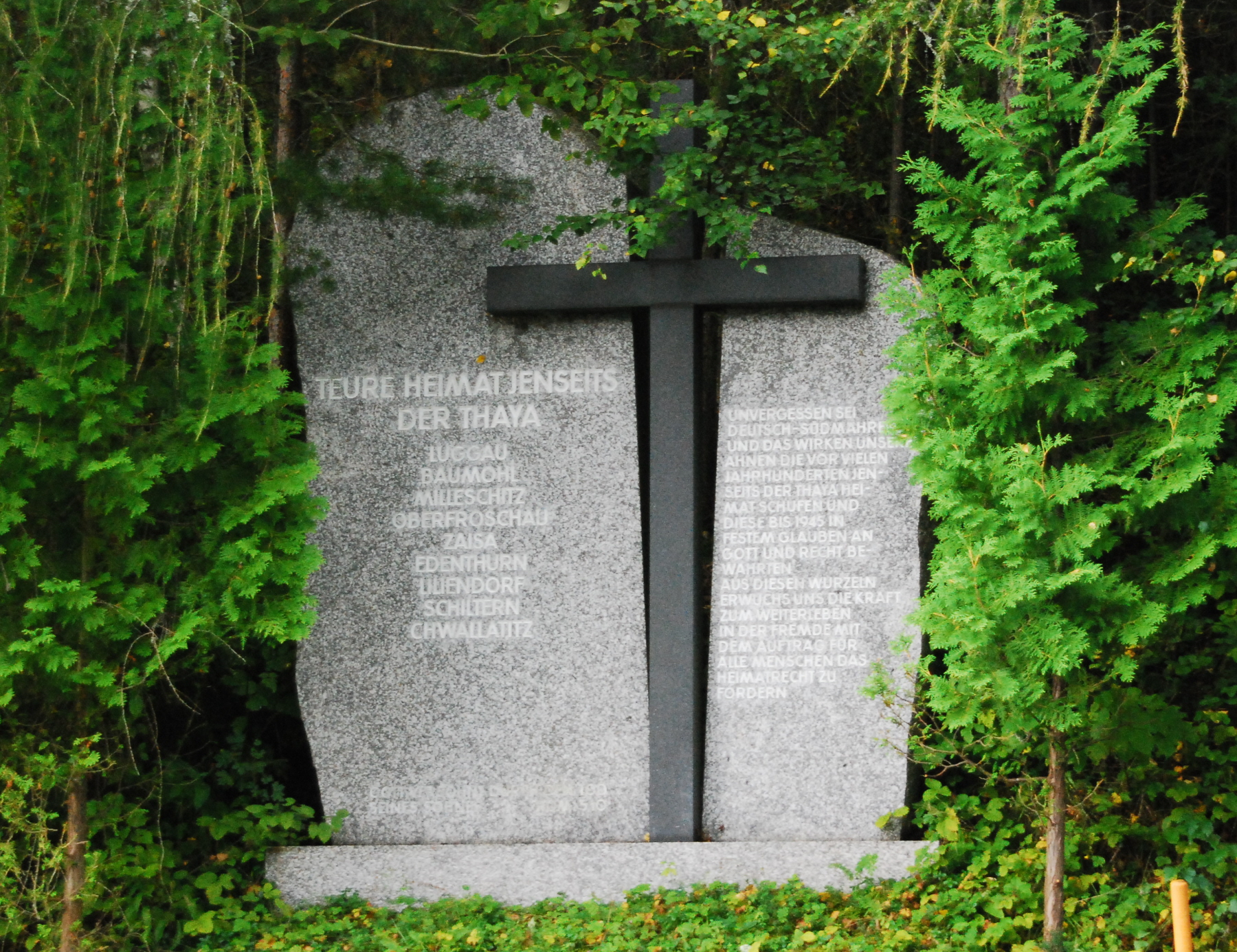
Gedenkstein der Heimatvertriebenen in Hardegg

Nach dem Ende des Zweiten Weltkrieges, der zehn Opfer aus dem Ort forderte, kam Liliendorf an die Tschechoslowakei zurück. Bis auf 15 Personen flohen alle deutschen Einwohner vor den einsetzenden Nachkriegsexzessen oder wurden noch vor dem Potsdamer Abkommen am 20. Juni 1945 über die Grenze nach Österreich vertrieben. Ein Gedenkstein in Hardegg (Niederösterreich) erinnert an die Vertreibung. Von den Vertriebenen blieben 25 Familien in Österreich, während 69 Familien in Baden-Württemberg, Bayern und Hessen ansässig wurden.
Am 17. Oktober 1993 fand anlässlich des 125-jährigen Jubiläums der Kirche eine Messe mit den Vertriebenen in Liliendorf statt. Zelebriert wurde sie von Josef Hudec und dem Heimatpriester Dechant Johann Schlosser.

## Wappen und Siegel
Es ist nur der Abdruck eines bildlosen Siegelstempels aus dem 19. Jh. bekannt, obwohl es sicher ist, dass es bereits in den Jahren davor ein Dorfsiegel gegeben haben muss. Das heutige Wappen zeigt die Flügel der Windmühle.

## Bevölkerungsentwicklung
| Volkszählung | Einwohner gesamt | Volkszugehörigkeit der Einwohner | Volkszugehörigkeit der Einwohner | Volkszugehörigkeit der Einwohner |
| Jahr         | Einwohner gesamt | Deutsche                         | Tschechen                        | Andere                           |
| ------------ | ---------------- | -------------------------------- | -------------------------------- | -------------------------------- |
| 1880         | 422              | 385                              | 37                               | –                                |
| 1890         | 387              | 387                              | –                                | -                                |
| 1900         | 375              | 370                              | 2                                | 3                                |
| 1910         | 373              | 370                              | 3                                | –                                |
| 1921         | 313              | 228                              | 57                               | 28                               |
| 1930         | 360              | 225                              | 85                               | 20                               |

## Sehenswürdigkeiten

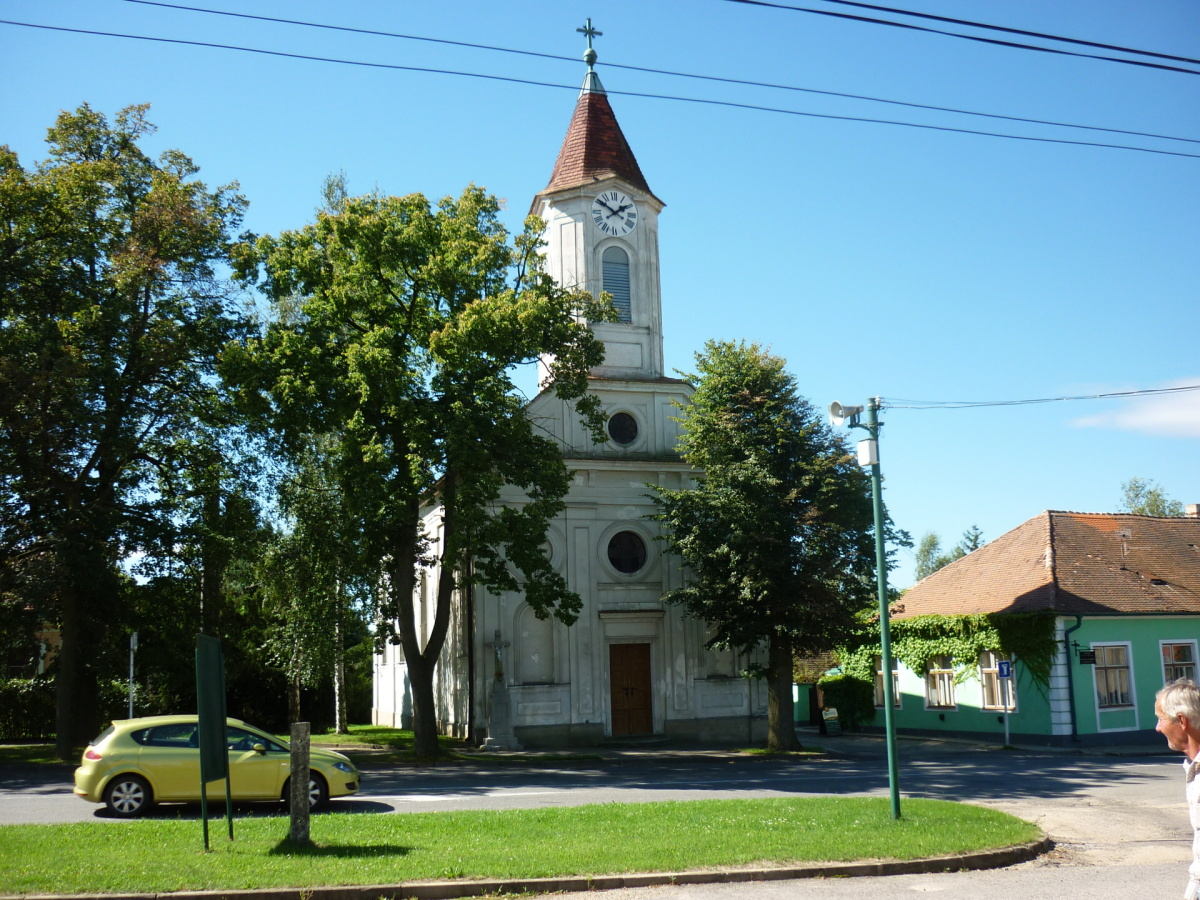
Die Theresienkirche

- Kapelle der hl. Teresa (1867/68) mit Altarbild von Josef Doré
- Windmühle (1862), stillgelegt 1907, Wahrzeichen des Ortes
- Motorradmuseum

## Söhne und Töchter der Gemeinde
- August Reuß (1871–1935), Komponist

## Sagen aus dem Ort
- Eines Tages kam ein schwerbeladenes Fuhrwerk in den Ort. Der Kutscher stieg im Gasthaus ab und stärkte sich. Als er weiterfahren wollte, konnten die Pferde das Gefährt trotz aller Mühen nicht mehr bewegen. Daraufhin holte der Kutscher eine Axt, ging zum linken Hinterrad und hackte die 7te Speiche entzwei. Im gleichen Moment griff ein alter Mann im Gasthaus an sein Bein und schrie: "Ich wollte dem Fremden nur einen Possen spielen und ihn dann ohnehin weiterfahren lassen." Daraufhin konnte das Fuhrwerk seine Fahrt fortsetzen.[9]
- Eine Bäuerin saß in der Stube und schluchzte über den Tod ihrer Mutter. Auch ihr Vater war schon vor vielen Jahren gestorben. Als es dunkel wurde und sie sich sehr verlassen fühlte, hörte sie plötzlich ein eigenartiges Rauschen. Plötzlich stand ihre Mutter vor ihr. Sie sprach: "Liebes Kind, ich darf nicht bei dir blieben, gleich muss ich wieder fort!". Und schon war sie wieder verschwunden.[10]

Weitere Sagen sind:
- Grasls Schlüsseldepot
- Das verschwundene G'sölchte
- Die Irrwurzn[11]